# Mrohaung
Mrohaung o Mro-haung o en arakanès Mrauk U o Myauk U (antiga Myo-haung o Ciutat Vella; en birmà မြောက်‌ဦးမြို့) és una ciutat i jaciment arqueològic de Birmània al nord-est d'Arakan a una roca plana al cap d'una branca del riu Kuladan a uns 80 km de la seva boca. Queden les ruïnes de l'antiga fortalesa amb tres recintes quadrats un dins l'altra amb muralles de pedra de considerable amplada; queden també restes de la muralla exterior de la ciutat i la plataforma on hi havia el palau amb el pati.

## Història
Ptolemeu l'esmenta amb el nom de Triglyphon, pel sagrat trident budista que representa a Buda, la llei i la congregació unides. Fou l'antiga capital de l'Arakan establerta com a tal pel rei Min Saw Mon el 1431. A la meitat del segle xvi va arribar a 120.000 habitants. El 1615 els holandesos hi van establir una factoria. Es van construir a la zona nombroses pagodes i temples destacant el Temple de les 80.000 imatges o Temple de Victòria (Shite-thaung), el temple de Htukkanthein, el temple de les 90.000 imatges o Koe-thaung i les Cinc pagodes Mahn. El 1784 els birmans van conquerir el regne d'Arakan i la ciutat no va oferir resistència i va esdevenir capital d'un dels quatre districtes en què fou dividit el regne. El 1825, durant la primera Guerra Anglobirmana, els britànics van atacar la ciutat i fou ocupada després de forta lluita; l'exèrcit birmà es va retirar de la província després de la pèrdua de la ciutat i el general Morrison va establir la major part de les seves forces a la ciutat però quan van començar les pluges les malalties van afectar els soldats causant més morts que en cap altre lloc i gran part de l'exèrcit operant a Arakan va ser aniquilat per les malalties; això era degut a l'existència a la rodalia de llacunes i zones enfangades; les tropes foren traslladades a Akyab i Mrohaung va perdre importància i el 1881 només quedaven 3.065 habitants. Dins el districte d'Akyab fou capital d'un township.

## Temples
- Temple de Shite-thaung
- Temple de Htukkanthein
- Temple de Koe-thaung
- Sala d'ordenació d'Andaw-thein
- Temple de Le-myet-hna
- Ratana-pon
- Cinc pagodes Mahn 
  - Pagoda Mingala-Mahn-Aung
  - Ratna-Mahn-Aung
  - Sakya-Mahn-Aung
  - Lawka-Mahn-Aung
  - Zina-Mahn-Aung
- Temple de Sanda Muni
- Monestir de Bandoola Kyaung
- Mesquita de Santikan

## Galeria

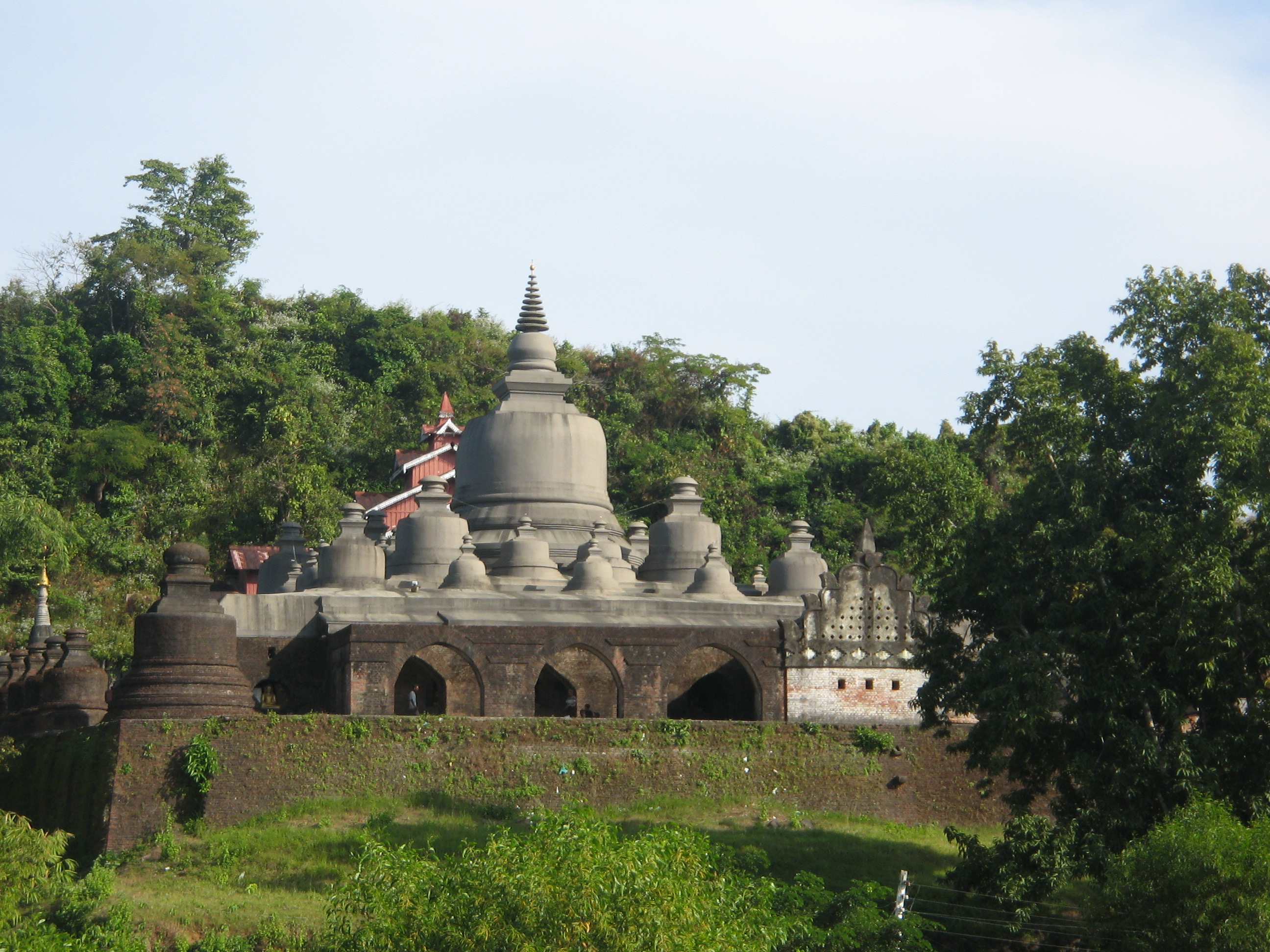
Temple Shite-thaung
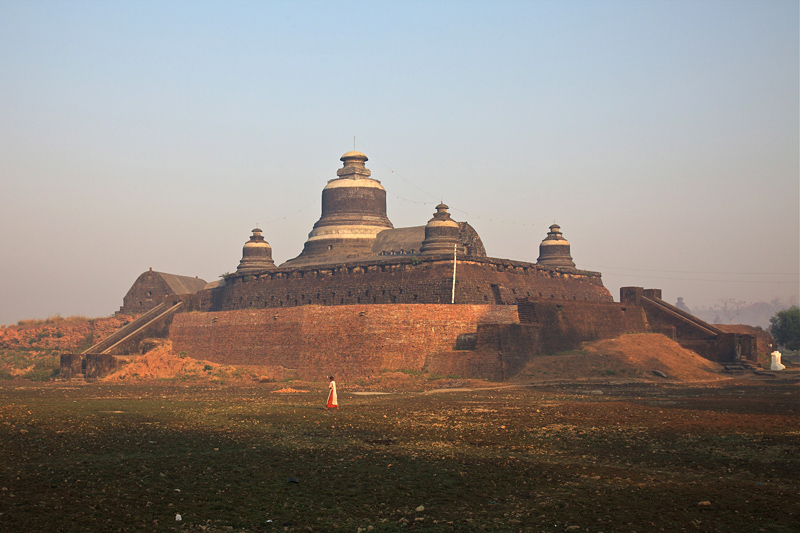
Htukkanthein
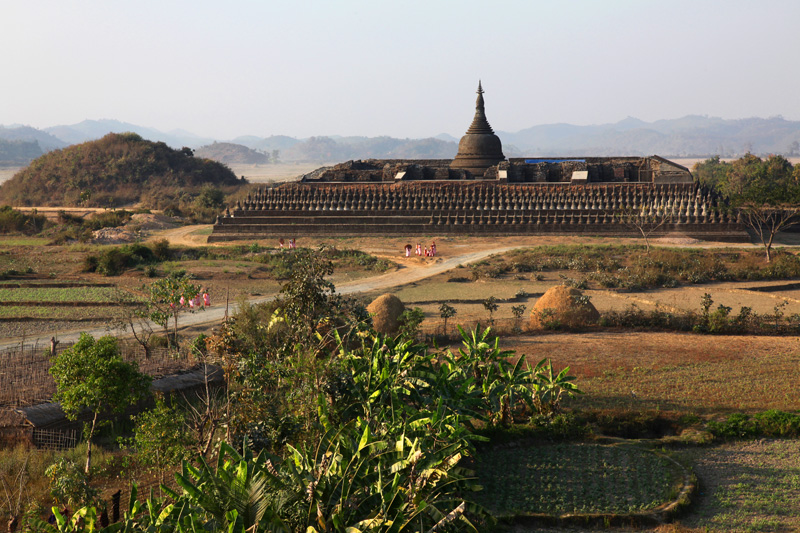
Koe-thaung
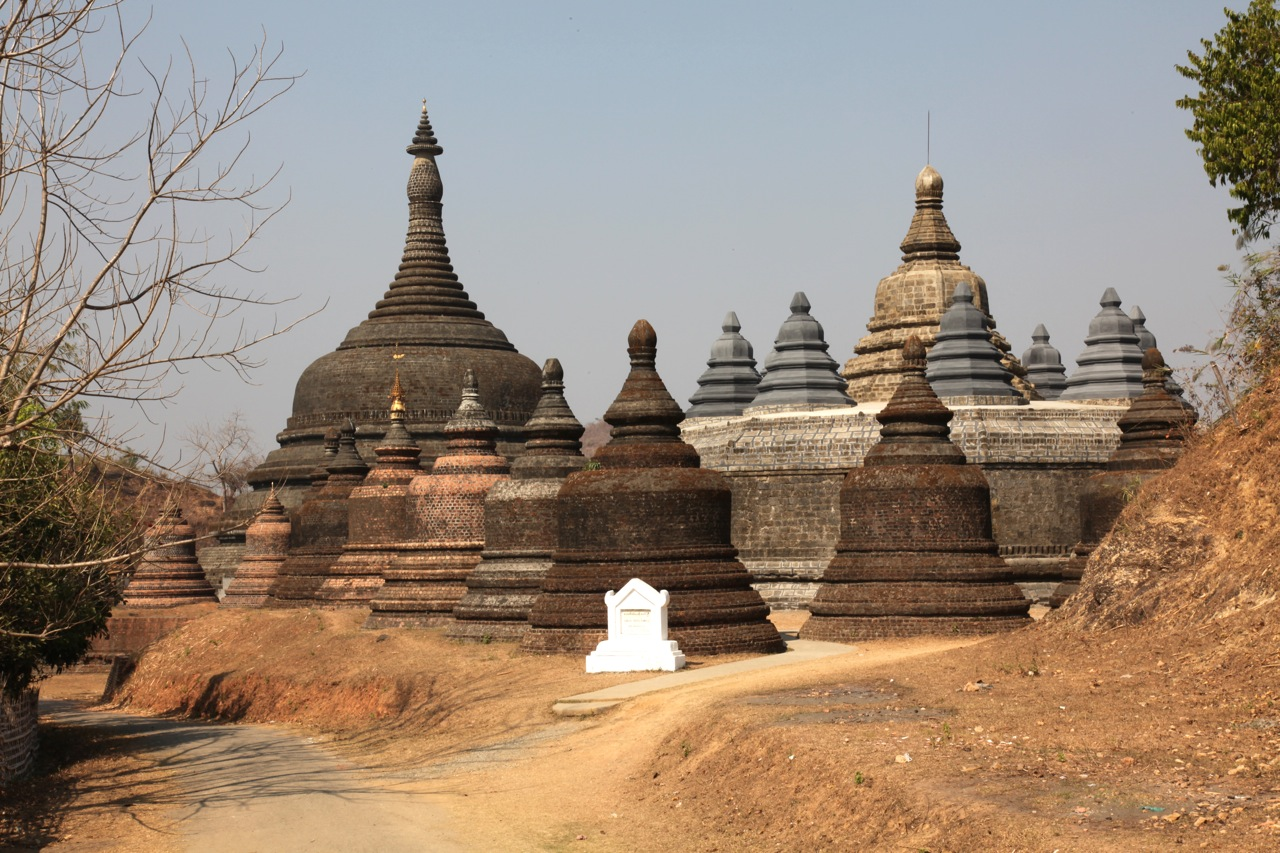
Sala d'Ordenació d'Andaw-thein
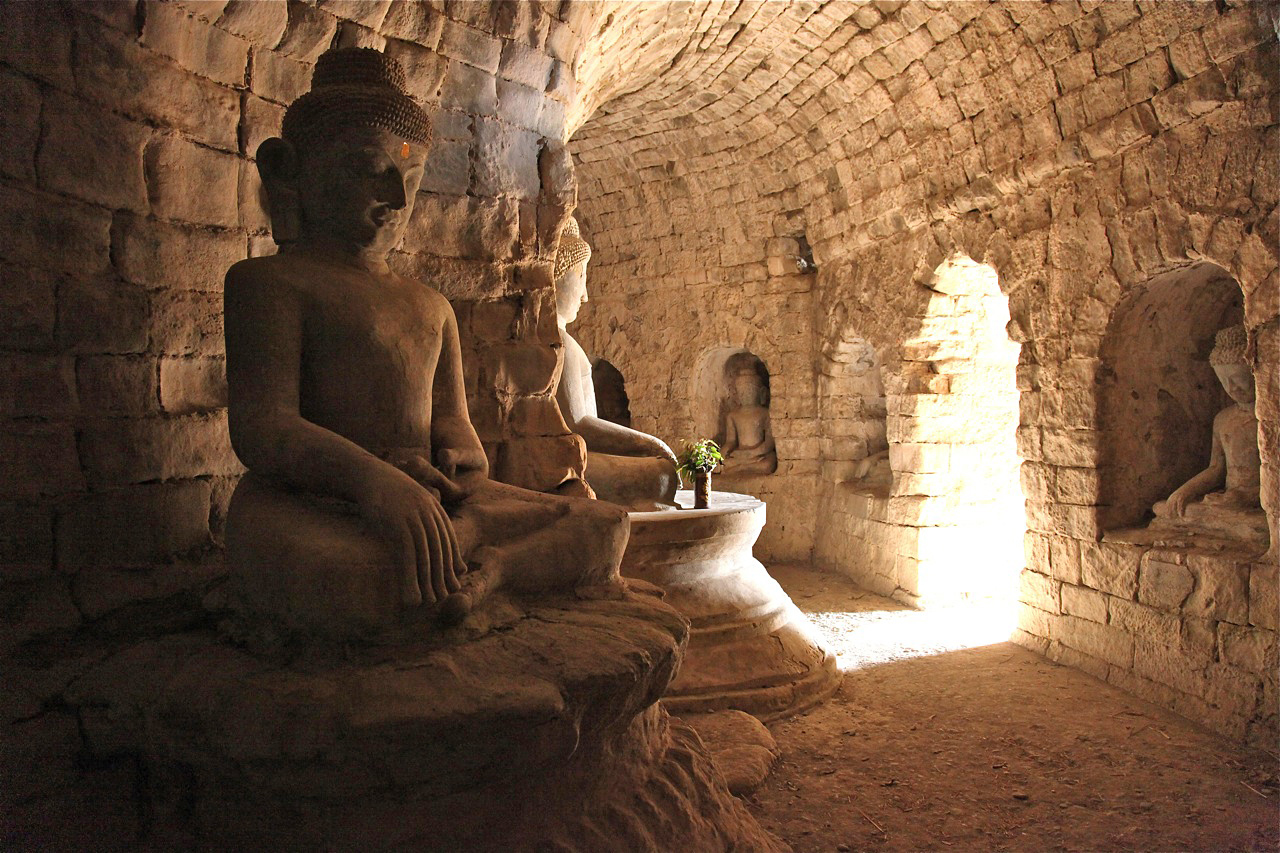
Le-myet-hna
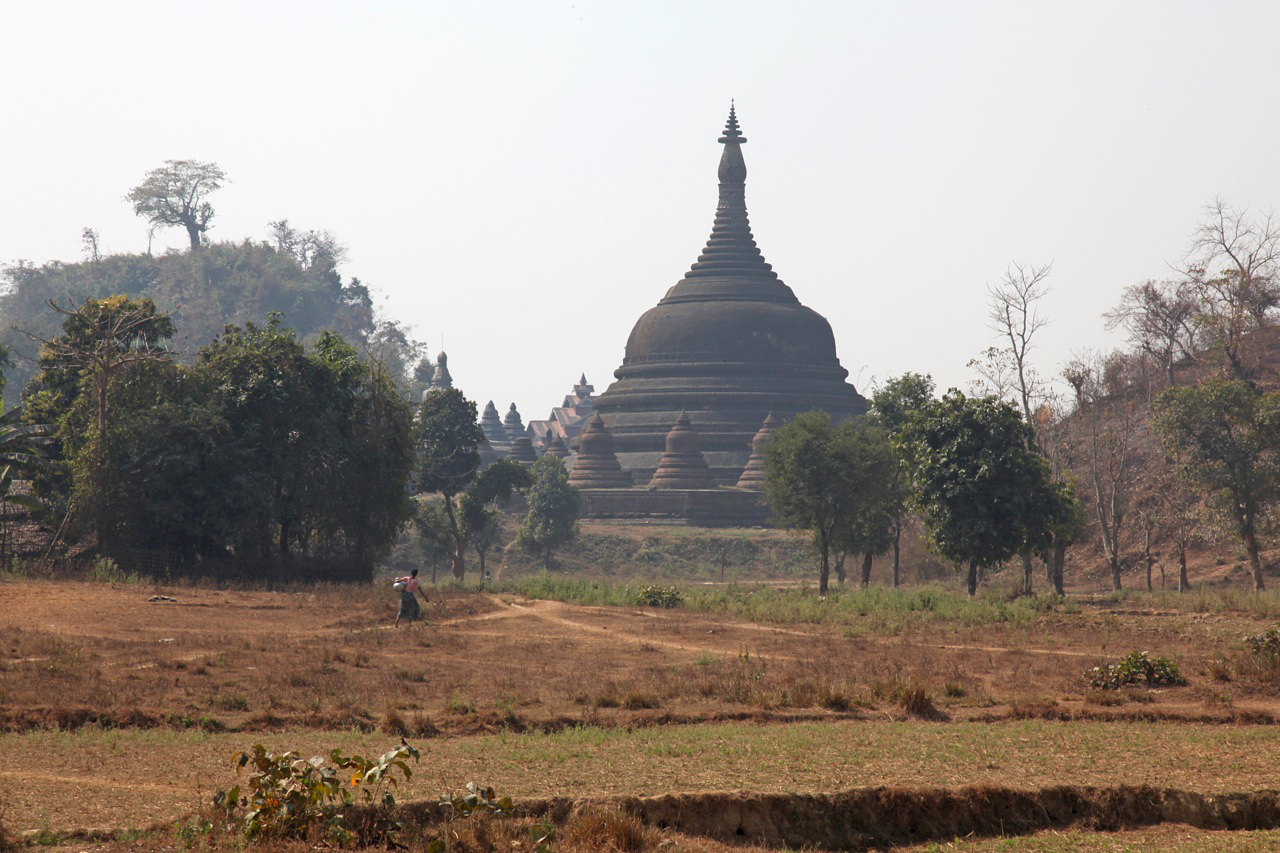
Ratana-pon